# Sabar-hegy

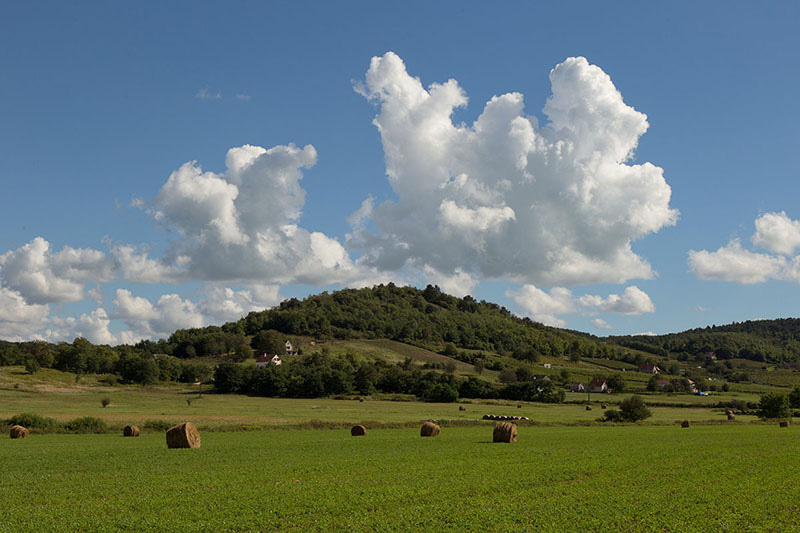

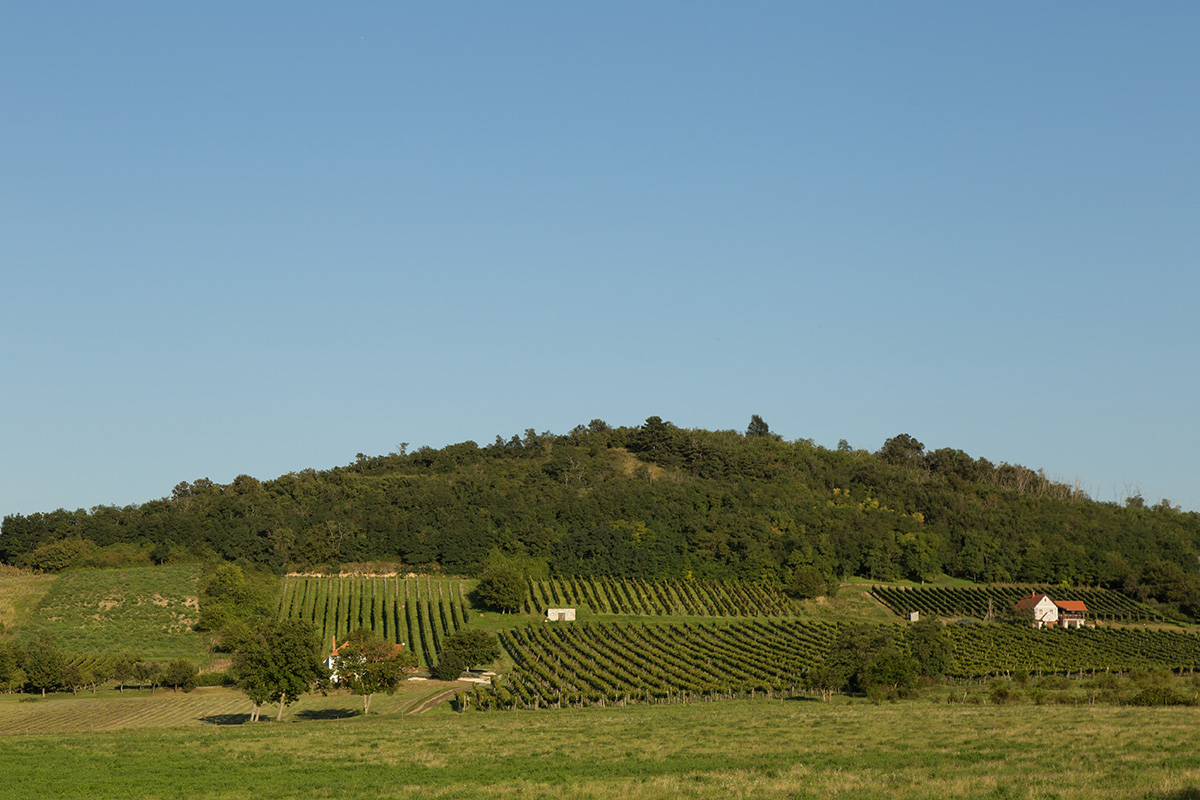

A Sabar-hegy Veszprém vármegyében, Káptalantóti község határában található. A mindössze 217 méter magas hegy a Balaton-felvidék hegyeinek talán legkisebbike, mely a badacsonyi borvidékhez tartozik. A Sabar-hegy jelentős részén szőlőültetvények és borospincék találhatók.
Nevezetessége a Sabar-hegy nyugati oldalában található sabar-hegyi templomrom.
A Sabar-hegyről kapta a nevét egy helybéli borászat, a Sabar Borház.